# شهرستان خودمختار لیانان یائو
لیانان یاو (به لاتین: Liannan Yao Autonomous County) یک سکونتگاه مسکونی در جمهوری خلق چین است که در کینگوان واقع شده‌است.